# Tipula tsurugiana
Tipula tsurugiana är en tvåvingeart som beskrevs av Alexander 1953. Tipula tsurugiana ingår i släktet Tipula och familjen storharkrankar. Inga underarter finns listade i Catalogue of Life.